# KStV Germania Münster
Der Katholische Studentenverein Germania wurde am 7. März 1864 in Münster als katholischer Studentenverein gegründet. Er verfolgt die Prinzipien der Religion, Wissenschaft, Freundschaft und unterstützt das Lebensbundprinzip. Er ist nicht farbentragend und  nichtschlagend. Er richtet sich an römisch-katholische männliche Studenten, wobei auch Mitglieder anderer christlicher Konfessionen aufgenommen werden können.
Seit der Gründung führt die Germania die Farben Rot-Weiß-Schwarz. Der KStV Germania ist der viertälteste Studentenverein des Kartellverbands Katholischer Deutscher Studentenvereine (KV) und gehört damit zu den fünf Gründungsvereinen des Verbands.

## Geschichte

### Die Gründung der Germania
Schon 1863 wurde in der münsterischen Studentenschaft die Gründung eines Vereins angeregt, der den Studenten der theologischen und philosophischen Akademien gleichermaßen offenstehen sollte. Inspiriert durch Georg von Hertling, trieben die Studenten Wilhelm Schulte und Karl Giese diesen Plan in Münster voran. Am 7. März 1864 trafen sich schließlich 18 Studenten, um einen Akademischen Verein ins Leben zu rufen.
Am 14. März 1864 legte die Kommission eine Satzung vor, in der die Vereinszwecke sowie die Ziele, Tätigkeiten und Formen des Vereins festgelegt war. Als Wahlspruch wählte man Per aspera ad astra und die Farben Rot, Weiß, Schwarz. Am 8. Januar 1865 beschloss man, den Namen in Germania umzuwandeln, da er die „Idee des Vereins, echte katholische, deutsche Studenten heranzubilden und deutsche Geselligkeit zu fördern sehr wohl entspräche“. Gleichzeitig änderte man den Wahlspruch in: Deum cole, litteris stude, amicos fove!

### Farbenfrage
Im Jahre 1848 waren die Verbote der Karlsbader Beschlüsse in Bezug auf Studentenverbindungen aufgehoben worden. Damit gründeten sich auch in Münster verschiedene Korporationen, die die farbenstudentische Tradition mit dem Tragen von Farben, der Mensur, dem Duell und Trinksitten aufgriffen. Die Gründung der Germania von 1864 wandte sich explizit gegen diese Traditionen. Germania sollte vielmehr mit neuen Formen und Konzepten als Gegenpol zu den in Münster bestehenden Verbindungen dienen. Als der Verein im Jahre 1865 die erste Fahne weihte und einen in schwarz gehaltenen Vollwichs anschaffte, kam es vor allem unter den jüngeren Mitgliedern zu Überlegungen, auch das Farbentragen einzuführen. Auf Antrag von Theodor Stahl wurde jedoch mit großer Mehrheit im Juni 1865 beschlossen: "Es ist für alle Zukunft unstatthaft, daß die Mitglieder des Vereins Farben tragen. Wer einen dahin zielenden Antrag stellt, ist ausgeschlossen. Dieses Statut ist unveränderlich."

### Gründung des KV und Teilungen
Im Jahre 1866 gründete der KStV Germania gemeinsam mit dem Katholischen Leseverein Berlin (heute KStV Askania-Burgundia), dem KStV Unitas Breslau (heute Köln), dem KStV Arminia (Bonn) und dem KStV Walhalla (Würzburg) den Kartellverband katholischer deutscher Studentenvereine (KV).
In der Folgezeit kam es durch den enormen Zulauf neuer Mitglieder zu einer Vielzahl von Teilungen des Vereins. Mitglieder des KStV Germania gründeten:
- KStV Cimbria (1901)
- KStV Markomannia (1901)
- KStV Tuiskonia (1902, gemeinsam mit KStV Cimbria)
- KStV Ravensberg (1919)
- KStV Eresburg (1929, heute KStV Franko-Silesia Breslau et Eresburg).

Mehrfach übernahm die Germania in der Frühzeit des KV Verantwortung für den Gesamtverein und stellte 1868 erstmals den Vorort des Verbandes. Zuletzt war dies 1994 der Fall.

### Vereinsentwicklung und Erster Weltkrieg (1864–1918)
Aufgrund des regen Zuspruchs aus der Studentenschaft, entwickelte sich der KStV Germania zu einer der größten Korporationen in Münster. Die Schwerpunkte der Vereinsaktivitäten lagen vor allem in den Bereich Wissenschaft und Kultur: neben zahlreichen und regelmäßig stattfindenden wissenschaftlichen Vorträgen und Gesprächskreisen wurden viele öffentliche Theateraufführungen und Konzerte veranstaltet. Diese fanden großen Anklang in der Bevölkerung, so dass sie auch im Rathaus und in den großen Festsälen der Stadt präsentiert wurden. Ungewöhnlich war darüber hinaus, dass auch Damen an den Veranstaltungen teilnahmen. Der KStV Germania war die einzige Korporation mit Damenfesten größeren Stils sowie eigenen Damenausflügen und Bällen.
Obwohl sich der Verein seit seiner Gründung als Gegenpol zu den in Münster bestehenden Korporationen sah, entsprach die politische Gesinnung seiner Mitglieder durchaus dem Zeitgeist und spiegelte deutlich die gesellschaftlichen Verhältnisse im Kaiserreich wider. Die Mitglieder beteiligten sich an Enthüllungen von Kaiserdenkmalen (z. B. an der Porta Westfalica im Wintersemester 1896/97) oder so genannten Kaiserkommersen der münsterischen Korporationen. Auch zeigte sich die "patriotische Gesinnung" durch die alljährliche "Rede auf Kaiser und Papst" zu den Stiftungsfesten.
Dementsprechend hoch war auch die Beteiligung der Mitglieder an den Kämpfen des Ersten Weltkrieges, in dem 53 fielen oder als vermisst gemeldet wurden.

### Nach dem Ersten Weltkrieg bis zur Auflösung (1919–1938)

Der Verein erlebte durch den Zulauf der rückkehrenden Kriegsteilnehmer einen so großen Mitgliederzuwachs, das schon 1919 eine Teilung notwendig wurde und die KStV Ravensburg entstand. Die Aktiven Germanen beteiligten sich den Zeitumständen entsprechend an verschiedenen Wehrverbänden um die kommunistischen Unruhen zu beenden, so auch 1920 an der Akademische Wehr Münster. Nachdem schon 1909 ein Bootshaus in Handorf erworben werden konnte, erfolgte endlich 1928 der Erwerb eines eigenen Hauses in der Wehrstraße 4, welches im Frühjahr 1929 eingeweiht wurde. Anlässlich des 65. Stiftungsfestes erfolgte die letzte Gründung einer Tochterverbindung mit der KStV Eresburg. Germania zählte zu dieser Zeit als eine der größten Studentenverbindungen Deutschlands mit rund 1000 lebenden Mitgliedern im WS 1930/31. Durch die Nationalsozialistische Machtergreifung musste zum Ende des WS 1933/34 widerstrebend das Führerprinzip angenommen werden, und nach zunehmenden Druck erfolgte am 18. Mai 1935 die Auflösung der Aktivitas. 1937 schließlich wurde das Haus verkauft, bevor am 20. Juni 1938 auch der Altherrenverein durch Erlass des Reichsführers SS Himmler zur Auflösung gezwungen und enteignet wurde. 

### Von der Wiedergründung bis heute (ab 1946)
Bereits 1946 trafen sich 19 Germanen in Hamm und gründeten den Altherrenverein neu. Zum SS 1947 erklärte sich eine Gruppe von 6 Studenten, darunter Söhne Alter Herren, zu einer neuen Aktivitas. Da jedoch Studentenverbindungen noch durch die Britischen Militärbehörden verboten waren, fungierte man offiziell als Katholischer Leseverein bis im Februar 1950 die offizielle Genehmigung erfolgte und die KStV Germania wieder unter alten Namen auftrat. Bereits 1957 konnte wieder ein Korporationshaus in der Gertrudenstraße 45 erworben werden, das bis 1960 vollständig bezogen wurde.
Auch bei Germania hinterließ die 68er-Bewegung tiefe Spuren und im Jahre 1971 stand der Verein kurz vor der Auflösung, nachdem zwei Jahre keinerlei neue Mitglieder gewonnen werden konnten. Die Schwierigkeiten konnten aber gelöst werden, so dass Germania 2014 mit über 400 Teilnehmern das 150. Stiftungsfest begehen konnte.

## Bekannte Mitglieder

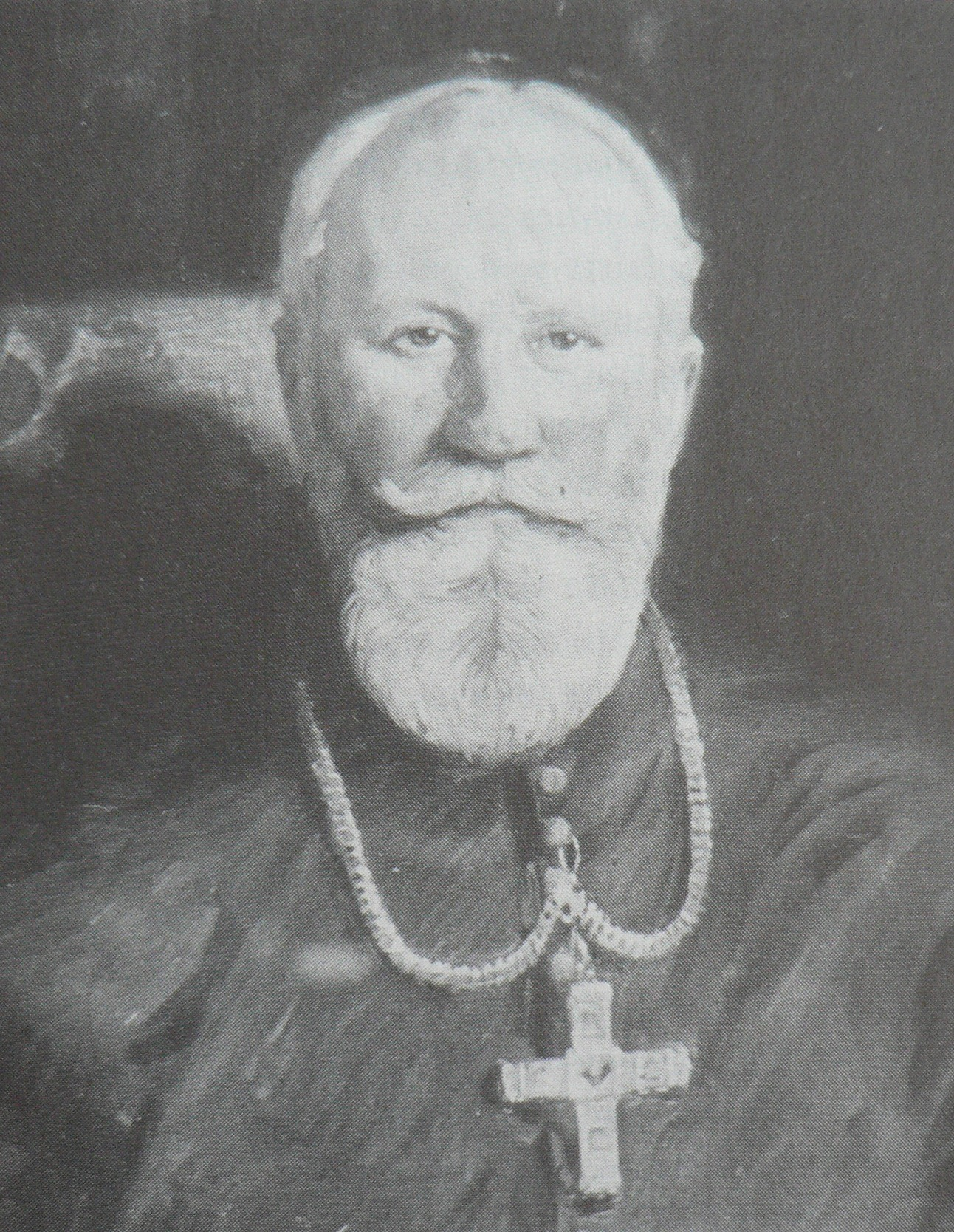
Albert Bitter
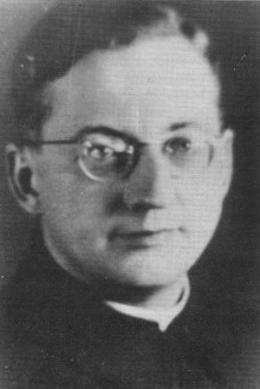
Christoph Hackethal
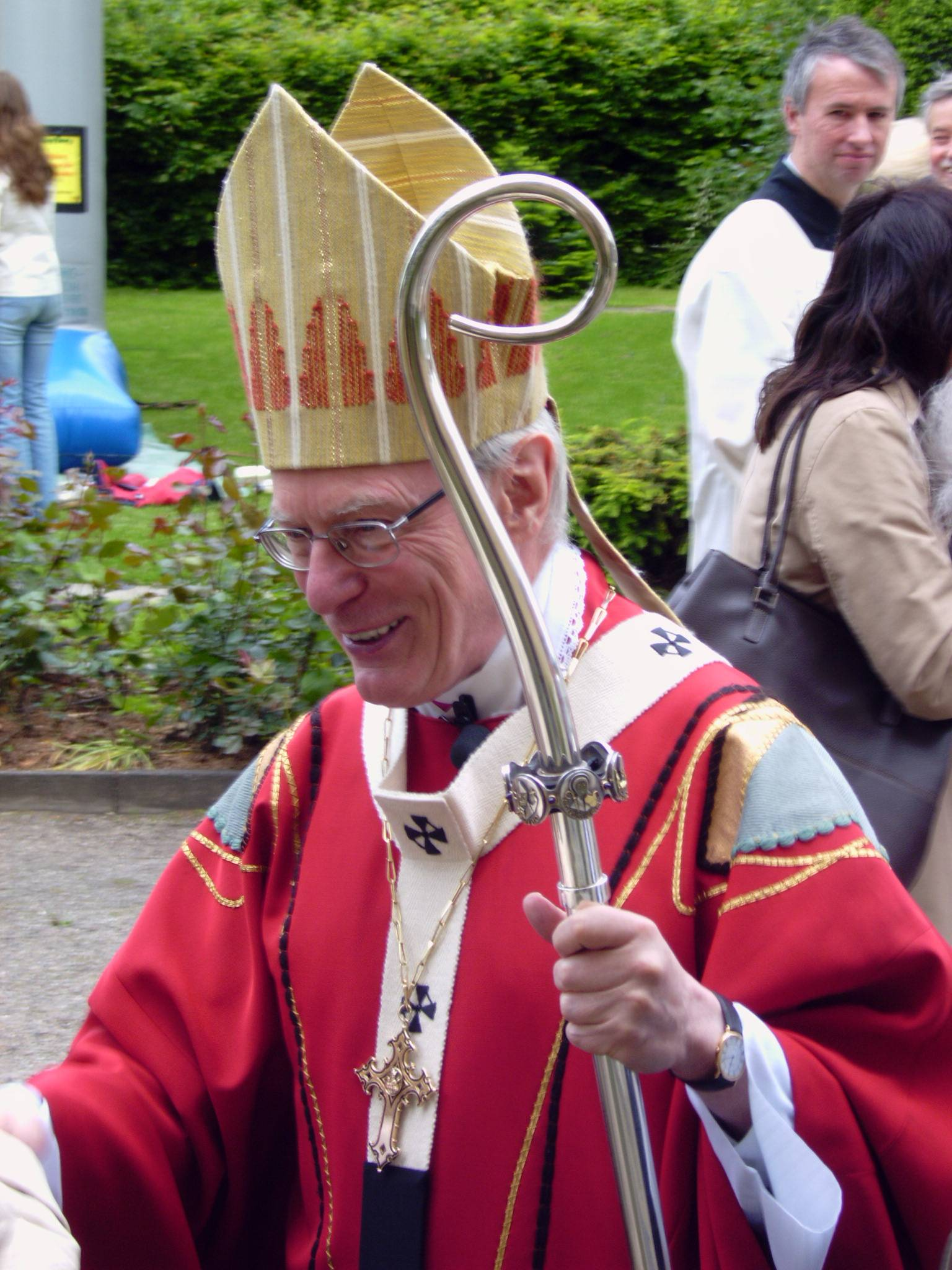
Werner Thissen
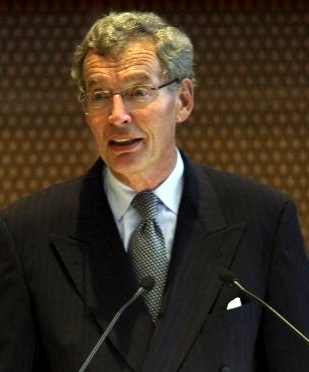
Gerhard Cromme

### Kirche
- Berning, Hermann Wilhelm – Bischof von Osnabrück
- Bitter, Albert – Bischof von Schweden, später Erzbischof
- Deitmer, Josef – letzter Fürstbischöflicher Delegat an Sankt Hedwig und Breslauer Weihbischof
- Diekamp, Franz – Theologe, päpstlicher Hausprälat, Domkapitular
- Dingelstad, Hermann Jakob – Bischof von Münster
- Döring, Hermann – Erzbischof von Poona, Indien
- Fritzen, Adolf – Bischof von Straßburg
- Görsmann, Ferdinand F. Gustav – Pfarrer (1941 in das KZ Dachau deportiert; gest. 1942)
- Hackethal, Christoph – Pfarrer (1941 in das KZ Dachau deportiert; gest. 1942), Märtyrer der röm.-kath. Kirche
- Kilian, Augustinus – Bischof von Limburg
- Klein, Caspar – Erzbischof von Paderborn
- Jaeger, Lorenz – Erzbischof von Paderborn
- Ostermann, Friedrich – Weihbischof in Münster (Ehrenphilister)
- Poggenburg, Johannes – Bischof von Münster
- Thissen, Werner – Erzbischof von Hamburg[11]

### Politik
- Arnold, Karl – erster Ministerpräsident Nordrhein-Westfalen (Ehrenphilister)
- Grothues, August – Landrat
- Hofmann, Josef – MdL Nordrhein-Westfalen
- Jahn, Friedrich-Adolf – Bundesminister und Staatssekretär
- Kiwit, Wilhelm – Bürgermeister von Münster, Oberbürgermeister von Wanne-Eickel
- Ramms, Egon Wilhelm – MdL Nordrhein-Westfalen
- Uhlenküken, Heinz Ludger – Oberstadtdirektor von Köln

### Wirtschaft
- Cromme, Gerhardt – Aufsichtsratsvorsitzender ThyssenKrupp

### Schriftsteller
- Iseke, Hermann – Dichter des Eichsfelds, auch bekannt unter dem Namen Emanuel Bimstein

### Wissenschaft
- Kampers, Franz – Historiker
- Többen, Heinrich – Rechtsmediziner und Hochschullehrer, Münster
- Vollmer, Bernhard – Historiker